# Oliva Acosta
Oliva Acosta (Cádiz, 1960) es una directora de cine, productora y guionista española que dirigió en 2011 el documental Las constituyentes, sobre las primeras 27 diputadas y senadoras españolas después de la dictadura franquista. Acosta forma parte de la Asociación Andaluza de Mujeres de los Medios Audiovisuales (AAMMA), de la Academia de Cine Español y de la Academia de Cine de Andalucía. En la actualidad es directora de GENERAMMA, el Festival de Cine Realizado por Mujeres de AAMMA en Chiclana, Cádiz.

## Trayectoria
Entre 1994 y 1999, fue responsable de comunicación en la División de Asuntos de Igualdad de la Secretaría de la ONU en Nueva York. Trabajó en la IV Conferencia Mundial de la Mujer de Pekín, en 1995, así como en su proceso de seguimiento. Acosta fue impulsora de las primeras webs que tuvo Naciones Unidas para la mujer, como Womenwatch y Whrnet, entre otras. Coordinó la Red Internacional de Derechos Humanos de la Mujer (Women’s Human Rigths Net), una iniciativa que aunaba a multitud de onegés de todas las regiones del mundo en una sola plataforma internacional.
En 2007, Acosta creó su propia productora, Olivavá Producciones, con sede en Chiclana (Cádiz, Andalucía), desde la que desarrolla sus proyectos audiovisuales. Su primer largometraje documental, Reyita, aborda la revolución cubana desde la perspectiva de una mujer anónima. Se rodó en Santiago de Cuba y La Habana. Ha sido guionista y directora de numerosos documentales para televisión como Infancia Rota y Somos lo que comemos, emitidos en Documentos TV de Televisión Española, y Acciones, no palabras, emitido en el programa La Noche Temática también de TVE. Otros documentales de Documentos TV en los que ha trabajado son Mi vida por 1.000 euros, Hombres, El largo camino hacia el triunfo o Madres Invisibles. Entre sus obras, destaca el corto documental 25 años abriendo caminos, realizado con motivo del 25 aniversario del Instituto Andaluz de la Mujer. Y "Las Memorables" un documental y proyecto para la recuperación de la memoria histórica de las mujeres de Chiclana, en Cádiz. 
El trabajo más reconocido de Acosta es como directora, guionista y directora del documental Las constituyentes, estrenado en 2011, por el que recibió el Premio Meridiana y fue candidata a los Premios Goya a la mejor dirección, mejor guion original y a la mejor película documental en 2012. Desde ese año, la trayectoria de Acosta se ha ido orientando hacia la formación en temática de género y audiovisual. Desde 2021 dirige GENERAMMA, el Festival de Cine Realizado por Mujeres de AAMMA en Chiclana, Cádiz.

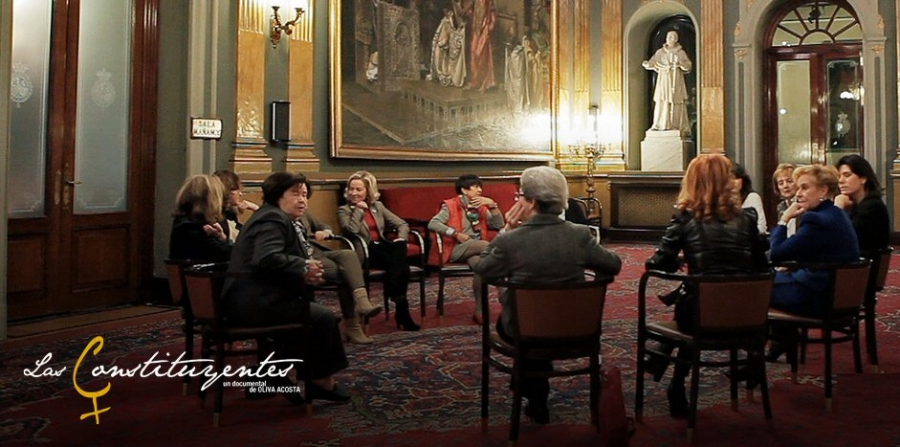
Escena de la película documental Las Constituyentes, rodada en el salón de los pasos perdidos del Senado Español.

## Filmografía
- 2008 – Reyita.[9]
- 2011 – Las constituyentes.
- 2014 – 25 años abriendo caminos.
- 2015 – La murga.
- 2018 – Las memorables.

## Premios y reconocimientos
Entre los reconocimientos a Oliva Acosta destacan:
- 2013: Premio Meridiana de la Junta de Andalucía
- 2012: V Premio Participando Creamos Igualdad en la categoría Arte y Cultura, otorgado por el Consejo de las Mujeres del municipio de Madrid.[18]
- 2012: Candidata a los premios Goya: Mejor dirección, mejor guion original y mejor película documental por Las constituyentes.
- 2011: Premio Meridiana:  Las constituyentes.
- 2011: Festival de Málaga. Mención de Honor por Las constituyentes.
- 2011: Festival de Sevilla. Mención Especial por Las constituyentes.
- 2011: Festival de Huesca. Sección Oficial por Las constituyentes.
- 2011: MiradasDoc. Sección Oficial. Fuera de concurso por Las constituyentes.
- 2011: Festival Alcances de Cádiz. Sección Oficial - Fuera de Concurso por Las constituyentes.
- 2011: Festival de Cine Español de Nantes (Francia). Sección Oficial por Las constituyentes.
- 1992: Premio del Festival de Nueva York al "Mejor reportaje de investigación": Infancia Rota Documentos TVE, RTVE.